# Vienne-le-Château
Vienne-le-Château is een gemeente in het Franse departement Marne (regio Grand Est) en telt 608 inwoners (2005). De plaats maakt deel uit van het arrondissement Sainte-Menehould.

## Geografie
De oppervlakte van Vienne-le-Château bedraagt 50,8 km², de bevolkingsdichtheid is 12,0 inwoners per km².
De onderstaande kaart toont de ligging van Vienne-le-Château met de belangrijkste infrastructuur en aangrenzende gemeenten.

## Demografie
Onderstaande figuur toont het verloop van het inwonertal (bron: INSEE-tellingen).